# Idioma jek
Cek, también conocido como Jek o Dzhek, es una lengua caucásica nororiental hablada por aproximadamente entre 1.500 y 11.000 personas jek en el pueblo de Jek en las montañas del norte de Azerbaiyán.
El jek no es una lengua escrita y el Azerí sirve como lengua literaria de los jek, así como de todos los pueblo Shahdagh.